# Hulbert (Oklahoma)
Hulbert – miasto w Stanach Zjednoczonych, w stanie Oklahoma, w hrabstwie Cherokee.